# Elio Petri
Elio Petri (* 29. Januar 1929 in Rom; † 10. November 1982 ebenda) war ein italienischer Filmregisseur und Drehbuchautor.

## Leben
Elio Petri wurde am 29. Januar 1929 in eine römische Künstlerfamilie geboren. In einem Interview sagte er über seine Kindheit: „Ich war ein unglückliches Kind, ich hatte Angst vor dem Tod, ich war unsicher, allein.“ Petri wuchs in das politische Milieu des Jugendverbandes der kommunistischen Partei Italiens hinein.
Seine Karriere begann bei der „L'Unità“ als Journalist für Filmkritiken.
Ab Ende der 1940er Jahre war er in der Organisation der kulturellen Aktivitäten der kommunistischen Partei Italiens tätig. Anfang der 1950er Jahre begann er Drehbücher zu schreiben, war als Dokumentarfilmer aktiv und arbeitete als Regieassistent für Giuseppe De Santis. 1961 erhielt er die Chance für sein Regiedebüt. Mit Trauen Sie Alfredo einen Mord zu? wurde er auch gleich zum Wettbewerb der Berlinale 1961 eingeladen. Nach einigen Auftragsarbeiten, darunter der interessanten nach Robert Sheckley entstandenen Das zehnte Opfer, nahm er 1967 mit seinem Film Zwei Särge auf Bestellung an den Filmfestspielen von Cannes 1967 teil und erhielt dort den Preis für das beste Drehbuch.
Bei den Internationalen Filmfestspielen von Cannes 1970 erhielt er den Sonderpreis der Jury und den FIPRESCI-Preis für seinen Film Ermittlungen gegen einen über jeden Verdacht erhabenen Bürger. 1972 konnte er den Hauptpreis des Festivals in Cannes, den Grand Prix, mit Der Weg der Arbeiterklasse ins Paradies gewinnen. Der Film Ermittlungen gegen einen über jeden Verdacht erhabenen Bürger des linken Filmemachers gewann 1971 den Oscar in der Kategorie Bester fremdsprachiger Film.
Seine Filme werden oft „von unheilbarem Pessimismus bestimmt, der mit metaphysischen Gedanken angereichert und mit expressionistischen Stilmitteln gezeigt“ wird.
Elio Petri starb am 10. November 1982 an Krebs.

## Filmografie
Regie, Drehbuch
- 1954: Nasce un campione (Kurzfilm)
- 1957: I sette contadini (Dokumentation, Kurzfilm)
- 1961: Trauen Sie Alfredo einen Mord zu? (L’assassino)
- 1963: I giorni contati
- 1963: Il maestro di Vigevano
- 1964: Nudi per viver' (Dokumentation, als Elio Montesti)
- 1964: Ehen zu Dritt (Alta infedeltà) (eine Episode)
- 1965: Das zehnte Opfer (La decima vittima)
- 1967: Zwei Särge auf Bestellung (A ciascuno il suo)
- 1968: Das verfluchte Haus (Un tranquillo posto di campagna)
- 1970: Ermittlungen gegen einen über jeden Verdacht erhabenen Bürger (Indagine su un cittadino al di sopra di ogni sospetto)
- 1970: Documenti su Giuseppe Pinelli (Ko-Regie)
- 1971: Der Weg der Arbeiterklasse ins Paradies (La classe operaia va in paradiso)
- 1973: La proprietà non è più un furto
- 1976: Todo modo
- 1978: Le mani sporche
- 1979: Buone notizie

Drehbuch
- 1952: Es geschah Punkt 11 (Roma ore 11) – Regie Giuseppe De Santis
- 1953: Fluch der Schönheit (Un marito per Anna Zaccheo) – Regie Giuseppe De Santis
- 1954: Die Verrufenen (Donne proibite) – Regie Giuseppe Amato
- 1954: Nasce un campione (Kurzfilm)
- 1954: Tag der Liebe (Giorni d'amore) – Regie Giuseppe De Santis und Leopoldo Savona
- 1955: Quando tramonta il sole – Regie Guido Brignone
- 1957: I sette contadini (Dokumentation, Kurzfilm)
- 1957: Frauen und Wölfe (Uomini e lupi) – Regie Giuseppe De Santis und Leopoldo Savona
- 1958: Straße der Leidenschaft (La strada lunga un anno) – Regie Giuseppe De Santis
- 1959: Wind des Südens (Vento del sud) – Regie Enzo Provenzale
- 1959: Un ettaro di cielo – Regie Aglauco Casadio
- 1959: Vlak bez voznog reda – Regie Veljko Bulajić
- 1959: Die Nächte sind voller Gefahren (Le notti dei Teddy Boys) – Regie Leopoldo Savona
- 1960: La garçonnière – Regie Giuseppe De Santis
- 1960: L'impiegato – Regie Gianni Puccini
- 1960: Wind des Südens (Vento del sud)
- 1960: Il carro armato dell'8 settembre – Regie Gianni Puccini
- 1961: Der Bucklige von Rom (Il gobbo)
- 1963: I mostri

## Werke
- Roma ore 11 (Rome & Milan: Sellerio Editore Palermo, 1956; 2004).
- L’assassino (Milan: Zibetti, 1962). With Tonino Guerra.
- Indagine su un cittadino al di sopra ogni sospetto (Rome: Tindalo, 1970). With Ugo Pirro.
- La proprietà non è più un furto (Milan: Bompiani, 1973). With Ugo Pirro.
- Scritti di cinema e di vita, ed. by Jean A. Gili (Rome: Bulzoni Editore, 2007).
- Writings On Cinema & Life, ed. by Jean A. Gili  (New York: Contra Mundum Press, 2013).

## DVD
- Elio Petri Edition, 3 Filme, 4 DVD deutsch, italienisch, englisch, 303 Minuten, Koch Media 2013